# Karel G. Boon
Pour les articles homonymes, voir Boon.
Karel G. Boon, de son nom complet Karel Gerard Boon, né en 1909 et mort en 1996, est un historien de l'art et conservateur de musée néerlandais. Spécialiste de la gravure, il a notamment écrit un ouvrage de référence sur les gravures de Rembrandt : Rembrandt : Gravure : œuvre complet, en 1963. Il a été directeur de la Rijksprentenkabinet, le Cabinet des estampes du Rijksmuseum Amsterdam, où il était connaisseur en dessins et en estampes.

## Biographie

### Formation et début de carrière
Karel G. Boon est né le 3 septembre 1909 à Lawang, en Indonésie, alors sous domination néerlandaise.
Il étudie l'histoire de l'art à l'université d'Amsterdam avec le professeur Ferrand Whaley Hudig (nl) puis à la Sorbonne à Paris, où il arrive en 1931, avant de terminer ses études à l'École du Louvre avec la thèse Les rapports entre l’école de Cologne et la peinture néerlandaise dans la deuxième moitié du quinzième siècle,. Son premier domaine de spécialisation devient ainsi la peinture néerlandaise primitive, dite Primitif flamand, et Boon a sur ce sujet une haute opinion de l'approche stylistique de Max Jakob Friedländer.
En 1937, il commence à travailler au Rijksmuseum Amsterdam comme volontaire et devient assistant du conservateur des dessins du Cabinet des estampes, M. D. Henkel (1879-1944). En 1940, il devient assistant au musée municipal de La Haye et aide à l'élaboration d'entrées pour le Algemeené kunst geschiedenis (une expertise sur l'histoire de l'art publiée en 1941). Il refuse de collaborer avec les autorités de l'Allemagne nazie dans le musée et le quitte en 1942. Il est par la suite obligé de se cacher parce que sa femme, Serlina Rosenberg Polak, est juive.
Après la guerre, en 1946, il travaille successivement au Stichting Nederlands Kunstbezit (fondation des propriétaires d'art, qui travaille pour le rapatriement des œuvres d'art volées par les Nazis), puis au Centraal Museum à Utrecht et enfin au Cabinet des estampes de l'université de Leyde, de 1947 à 1948.

### Entrée au Rijksmuseum Amsterdam
En 1948, il retourne au Rijksprentenkabinet du Rijksmuseum Amsterdam. 
Très impliqué dans l'exposition de 1958 sur l'art du Moyen Âge dans les Pays-Bas septentrionaux dans ce musée, il écrit un essai qui introduit le catalogue.
En 1962, il devient le directeur du Cabinet des estampes, où il était connaisseur en dessins et en estampes, et ce jusqu'à sa retraite en 1974. Comme son prédécesseur, il acquiert aussi bien des œuvres graphiques néerlandaises qu'étrangères. Afin de rendre la collection accessible au public, il organise des expositions dans son propre Cabinet des estampes. La même année, il organise sa première exposition de gravures sur bois japonaises — ces estampes deviennent l'un de ses domaines favoris et il continue à agrandir la collection. Entre 1977 et 1990, sa fille, l'historienne de l'art Charlotte van Rappard-Boon, se spécialise dans ce sujet et écrit plusieurs ouvrages dont un catalogue des estampes japonaises du Rijksmuseum en cinq volumes. Boon s'intéresse également aux dessins italiens et aux estampes françaises du XIXe siècle ; il ajoute des centaines de pièces ainsi que 62 dessins à la collection néerlandaise.
En 1969, il prend l'initiative de fonder l'International Advisory Committee of Keepers of Public Collections of Graphic Art ; il en est le directeur lors des deux premières conférences bisannuelles, traitant de la protection des œuvres d'art lors des expositions.
Il meurt le 11 mai 1996.

### Production comme éditeur ou auteur
Il est l'un des éditeurs des séries Dutch and Flemish Etchings Engravings and Woodcuts (72 volumes), et German Engravings Etchings and Woodcuts (82 volumes) de Friedrich Wilhelm Heinrich Hollstein. Son catalogue critique en deux volumes des dessins de la collection, Netherlandish Drawings of the Fifteenth and Sixteenth Centuries est publié en 1978, plusieurs années après l'avoir rédigé, quatre ans après sa retraite.
Parmi ses premiers travaux, on compte des catalogues d'estampes de plusieurs artistes dont Rembrandt, Hercules Seghers et Goya. Sur Rembrandt, il publie en 1963 Rembrandt, de etser. Het volledige werk puis en 1969, avec la collaboration de Christopher White, un nouveau catalogue en deux volumes : Remnbrandt's etchings,. Sur les estampes de Seghers, il écrit l'introduction du catalogue d'exposition de 1967, Grafiek van Hercules Seghers. Enfin, il rédige à l'occasion de l'exposition à succès sur Goya tenue en 1970-1971 le catalogue De grafiek van Goya,. Il écrit aussi, avec Robert W. Scheller, un ouvrage sur Albrecht Dürer en 1971 : The graphic art of Albrecht Dürer, Hans Dürer and the Dürer school.
Sa dernière contribution majeure à l'histoire de l'art est une publication en 1992 d'un ouvrage en trois volumes, The Netherlandish and German Drawings of the XVth and XVIth Centuries of the Frits Lugt Collection. L'introduction inclut une étude de l'iconographie religieuse du XVIe siècle ainsi que deux articles sur le sujet, qu'il avait publiés dans la Gazette des beaux-arts en 1984 et 1985.

## Reconnaissance
À sa retraite en 1974, il est honoré d'une exposition spéciale : le Veelzijdig verzameld, qui retrace son grand et éclectique intérêt pour le collectionnisme d'art graphique.
Dans l'ouvrage Liber amicorum Karel G. Boon (1974), Christopher White fait le portrait du spécialiste Boon pour qui « une peinture, un dessin ou une estampe n'est pas originellement un document social ou historique, mais une œuvre d'art, et ce qui compte le plus est la présence — ou plutôt l'absence — d'une essence, d'une qualité indéfinissable, pour laquelle il a toujours montré un sentiment immédiat et instinctif, quels que soient le support ou l'école. »

## Publications

### Auteur
- (nl) Van Eyck en zijn tijdgenoten, Becht, 1955Écrit avec Gerhardus Knuttel Wzn., Max J. Friedländer, August Vermeylen, Willem Vogelsang, John Baptist Knipping[17].
- (nl) Rembrandt, de etser. Het volledige werk, Becht, 1963[9]
- (nl) Grafiek van Hercules Seghers, Rijksmuseum Amsterdam, 1967[12]
- (en) Rembrandt's Etchings : An Illustrated Critical Catalogue, 2 vols, 1969Écrit avec Christopher White.
- (nl) De grafiek van Goya, Rijksprentenkabinet, 1970Écrit avec Dieuwke de Hoop Scheffer[13].
- (en) The graphic art of Albrecht Dürer, Hans Dürer and the Dürer school, Van Gendt & Co., 1971Écrit avec Robert W. Scheller[14].
- (en) Netherlandish Drawings of the Fifteenth and Sixteenth Centuries, Govt. Pub. Office, 1978[8]
- (nl) ’s Levens felheid : de meester van het Amsterdamse kabinet of de Hausbuch-meester ca. 1470-1500, Rijksprentenkabinet/Rijksmuseum, 1985Écrit avec Jan Pieter Filedt Kok, Loekie Schwartz[18].
- (en) The Netherlandish and German drawings of the XVth and XVIth centuries of the Frits Lugt Collection, Institut Néerlandais (éd. Mària van Berge-Gerbaud) (3 vol.), 1992[15]

Publications traduites en français
- Rembrandt : Gravure : œuvre complet, Arts et métiers graphiques, 1963[19]
  - (en) Rembrandt: the Complete Etchings, H. N. Abrams, 1963
- L'époque de Lucas de Leyde et Pierre Bruegel : dessins des anciens Pays-Bas, collection Frits Lugt, Institut Néerlandais, 1981[20]
- Rembrandt : L'Œuvre gravé, Arts et métiers graphiques - Flammarion, 1989[21]

### Éditeur
- (en) Friedrich Wilhelm Heinrich Hollstein, Dutch and Flemish Etchings Engravings and Woodcuts, ca. 1450-1700 (72 volumes), M. Hertzberger, Amsterdam, 1949[5],[6]
- (en) Friedrich Wilhelm Heinrich Hollstein, German Engravings Etchings and Woodcuts (82 volumes), M. Hertzberger, Amsterdam, 1954[7]
- (nl) Dieuwke de Hoop Scheffer, Carlos van Hasselt, Christopher White (éd.), Liber amicorum Karel G. Boon, Swets & Zeitlinger, Amsterdam, 1974[16]
- (en) Jan Pieter Filedt Kok, Livelier than life : the Master of the Amsterdam Cabinet or the Housebook Master, Rijksprentenkabinet/Rijksmuseum, Amsterdam (éd. Karel Gerard Boon, Gary Schwartz), 1985 (1940-)[22]